# Boppin'B
Boppin'B est un groupe musical allemand, originaire d'Aschaffenbourg. Les racines stylistiques du groupe sont le rock 'n' roll et le rockabilly des années 1950. Ils intègrent en outre des éléments de ska, de swing, de punk rock et de pop. Boppin'B donne jusqu'à présent environ 6 000 concerts, et vend plus de 100 000 unités de ses douze premiers albums.

## Histoire
Boppin'B se forme à l'origine par le guitariste Golo Sturm et le batteur Thomas Weiser pour une représentation unique dans le cadre d'une fête scolaire de leur lycée. Tous deux jouaient déjà ensemble depuis des années dans différentes formations. Comme chanteur, ils s'attachent les services de Dirk Hartmann, un ancien camarade de classe qui se produisait en tant que membre d'un groupe de rockabilly (Blue Moon Boys) dans le district d'Aschaffenbourg. Uli Monjau, issu de la même promotion, rejoint le groupe en tant que bassiste. Après le succès de leur concert sous le nom de « Boppin' Bunny and the Be Bop Boys », ils décident de continuer ensemble en tant que groupe.
Le premier concert officiel a lieu à la fin de l'automne 1985 au Irish Pub d'Aschaffenbourg, sous le nouveau nom de « Boppin'B ». Avec le temps, d'autres concerts sont donnés dans un rayon de plus en plus large et le groupe acquiert une bonne réputation. En 1989, le groupe trouve un label discographique indépendant dans la région Rhin-Main, VAMP-Records, qui publie son premier LP Bee-Bop, posant ainsi la première pierre d'une carrière qui durera plusieurs décennies, notamment en tant que groupe de scène énergique.
En 2005, Boppin'B fait la première partie de Dick Brave and the Backbeats, ce qui leur permet de gagner encore en popularité. Ils enregistrent un album studio de Sasha (entre autres If You Believe, We Can Leave the World) dans le style rockabilly, qui se classe également dans les hit-parades musicaux. En décembre 2022, le groupe sort son album Saxbomb,.

## Discographie

### Albums studio
- 1989 : Bee Bop
- 1991 : The Look
- 1993 : Go!
- 1994 : Hits
- 1997 : 100 %
- 2000 : Scheißkapelle
- 2003 : 42
- 2004 : Bop Around the Pop  (39e en Allemagne[4])
- 2008 : Rock 'n' Roll Radio
- 2010 : B.A.N.G. – Balls Are No Goods
- 2012 : Monkey Business
- 2015 : Boppin' B
- 2017 : The Bop Won't Stop
- 2020 : We Don't Care (100e en Allemagne[4])
- 2022 : Saxbomb

### Singles
- 1991 : The Look
- 1995 : Showdown Heiligabend
- 1998 : Ein toller Tag
- 2004 : If You Believe  (40e en Allemagne[4])
- 2004 : We Can Leave the World (74e en Allemagne[4])
- 2007 : Pack die Badehose ein
- 2008 : Radio
- 2019 : In the Sun
- 2019 : Take Care of Your Hair
- 2019 : The Earth Stood Still
- 2020 : Can't Get You Out of My Head
- 2020 : How Bad

### DVD
- 2005 : Live, Laut und in Farbe